# Ренкавка

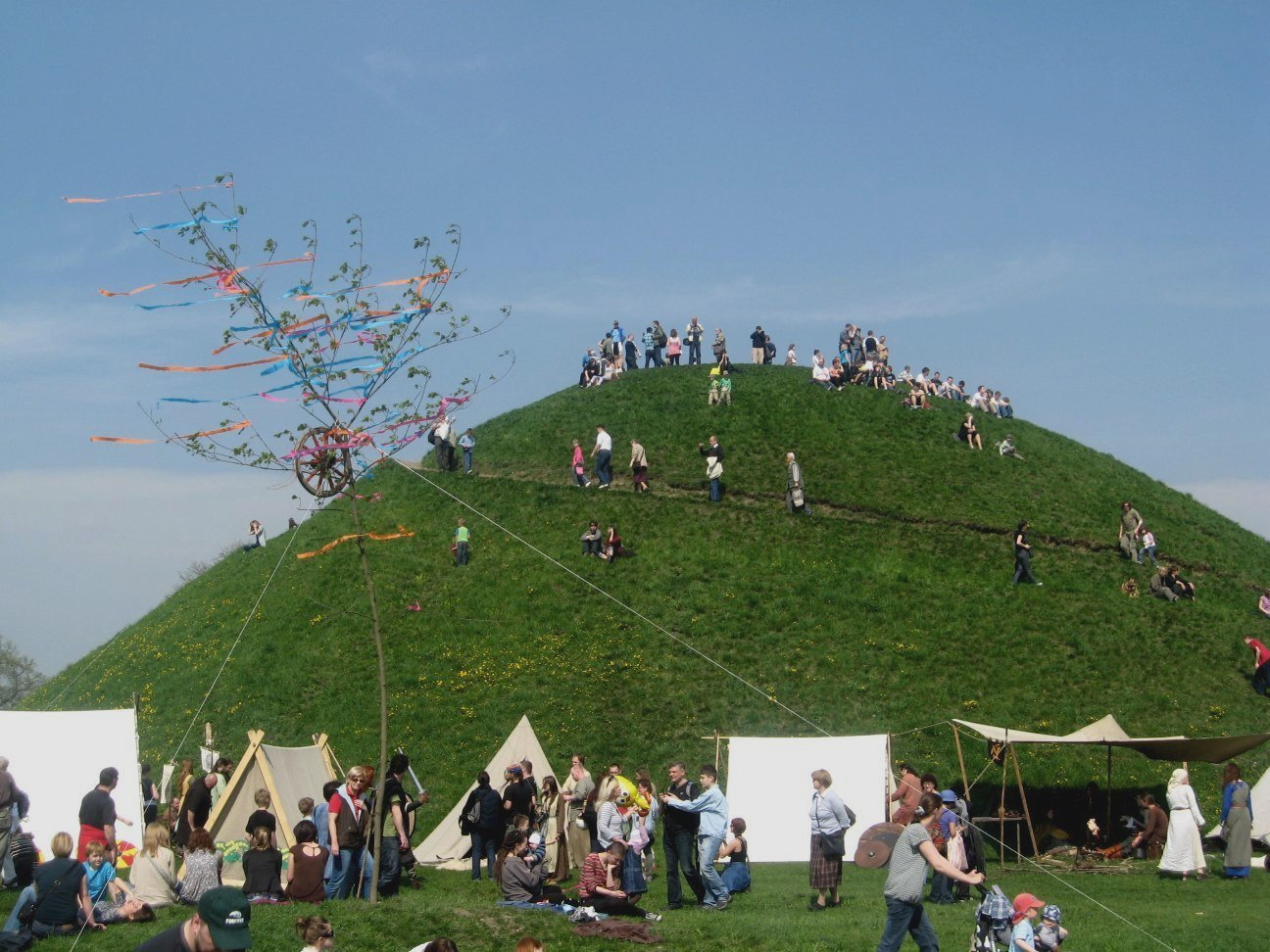
Фестиваль « Традиційний фестиваль Ренкавкі » на Кургані Кракуса

Ренкавка - Краківське свято, що відзначається на горі Ласота після першого весняного повного місяця (зараз зазвичай у Великодній вівторок ), відсилаючи до слов'янської традиції весняного свята мертвих . Традиція Ренкавки включає, серед іншого, метання та катання яєць, символ нового життя  .

## Історія
Назва звичаю походить від назви кургану Крака, який на гравюрі Маттеуса Меріана та Вішера де Йонге приблизно 1600 року називається "Tumulus dictus Rekawka" (Курган під назвою Ренкавка ). 
З ним пов’язана легенда про курган, який насипав народ після смерті Крака . За переказами, землю для кургану носили в рукавах, звідси й назва «Ренкавка». На подібний корінь вказує одна з епіграм Яна Кохановського, в якій «ренкав» означає могилу, насипану руками. Сам корінь слова, всупереч народній традиції, не має нічого спільного з перенесенням землі, хоча відноситься до культу померлих.
Назва може походити від праслов’янського слова зі значенням, пов’язаним із похованням ( чеське rakev, словацьке rakva – труна, сербське raka/raka – могила, хорватське rakva – могила, словенське rak – марія, могила, старослов’янське rak – могила, рос. рака/raka - ковчег /труна для мощей , спільнорос., білоруський, укр . рака/raka – «гробниця з мощами святого», болг. слов'янське *raka ⇐ *orka ⇐ латинське arka  ). У 1592 році в Краківському земельному суді відбулася справа про кордони Воли . Йшлося про швидке розсипання сімнадцяти курганів, які відокремлюють територію села Воля Свєнтодуська від материка міста Казімєж, села Янова Воля та насильницького заселення  материка і в районі села Воля ... і при дорозі, що веде з Казімєжа на Велічку ". Документ містить детальний опис меж Воли, до яких наприклад, примикали луки міста Казімєжа, один із них, розташований при Величковій дорозі (нині вул. Величка ; вул. Під час незалежності Казімєжа вулиця Краківська також називалася вулицею Велицькою, оскільки вела до Велічки, потім більш-менш уздовж лінії, яку тягне сьогоднішня вулиця Лімановського до сьогоднішньої вулиці Велицької), із західного боку її називали Рачкою  .
Прояви первісного шанування померлих включали, серед іншого, скидання з пагорба їжі та монет. Можливо, в його основі лежав, можливо, дослов’янський курган і поєднання ниток краківської легенди зі слов’янськими віруваннями  . Обряд також може бути відлунням стародавніх кельтських традицій, пов'язаних з культом бога смерті Смерція  .
На схилі кургану катали яйця, шевські пироги, обваржанки, булочки, яблука, пряники прямо в руки хлопцям і натовпу  . Навіть у 1939 році найбільшою атракцією було кидання зверху хлібом, яблуками, крашанками, іграшками та повітряними кульками  .

### Сьогодні
Внаслідок заборони святкування, введеної австрійцями під час поділів, після відновлення незалежності до кінця 20 століття єдиним залишком Ренкавкі був церковний ярмарок, який проводився в сусідній церкві св. Бенедикта . З 2001 року на Кургані та навколо нього проводиться світський фестиваль під назвою «Фестиваль традиційної Ренкавки», організований Культурним центром Підґуже та командою віслянців «Крак», посилаючись на нібито дохристиянську природу звичаю , в рамках якого представлені інсценізації обрядів, пов'язаних з приходом весни, покази реконструкцій побуту ранньосередньовічних поселень та боротьби воїнів  .

## Схожі фестивалі
Під час великоднього періоду подібні звичаї проводяться в багатьох країнах, напр. в Англії, Німеччині, Росії. Приклади включають: скандинавське Äggrullning, англійське Egg rolling або німецьке Ostereierschieben біля Баутцена.

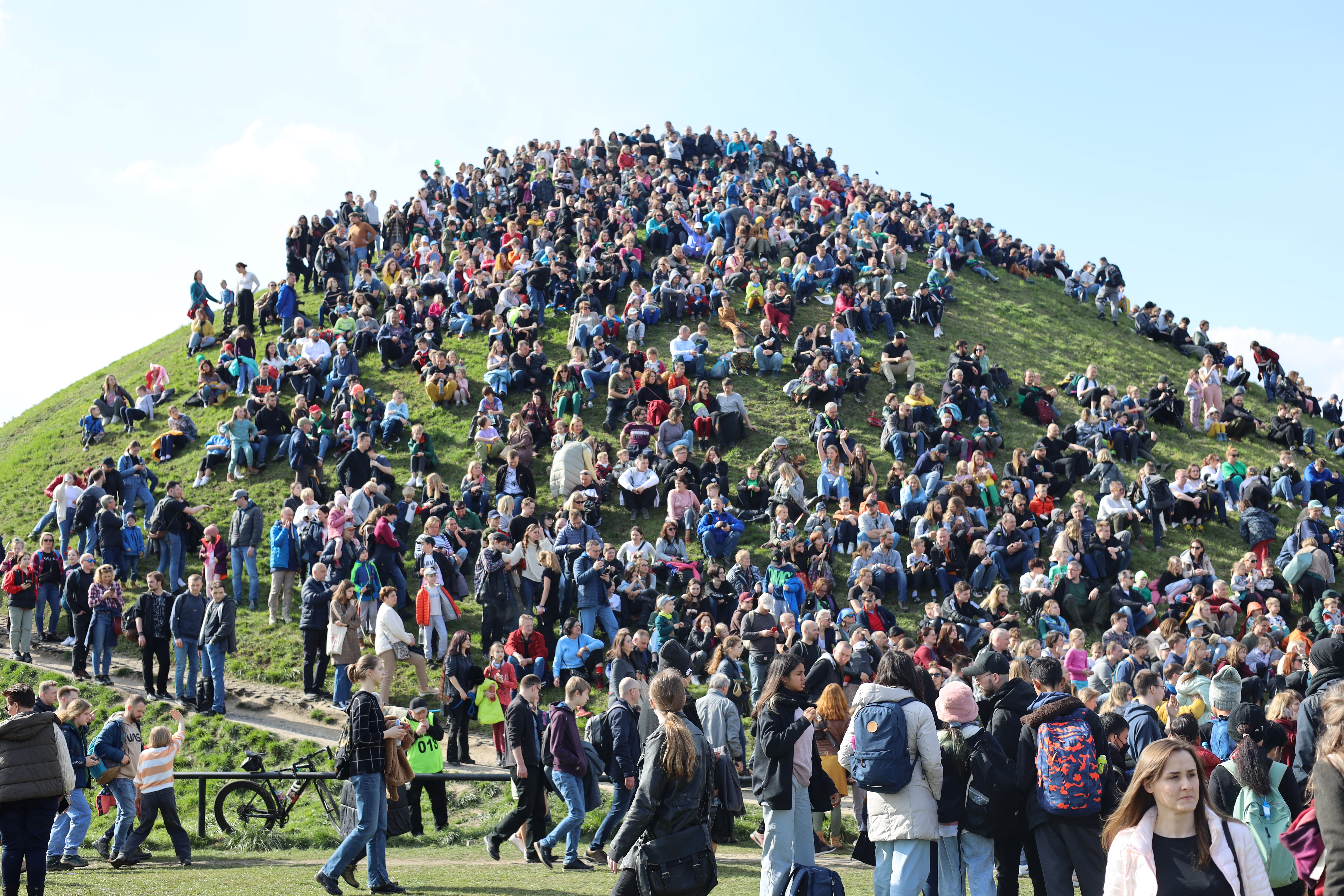
Копець заповнений глядачами під час середньовічних лицарських боїв на фестивалі Rękawka 2023.

## Виноски
1. ↑  Biblioteka krakowska s. 68, 1947
2. ↑  Jan Karłowicz, Słownik wyrazów obcego a mniej jasnego pochodzenia: używanych w języku polskim, Kraków 1905, s. 15, hasło: arka
3. ↑  Валерий Леонидович Васильев, К вопросу о топонимических схождениях между русским северо-западом и Словенией [w:] "Jezykoslovni zapiski", Nr14/2, Lublana 2008, artykuł (рос.), całość (словен.), praca dotyczy toponimii
4. ↑  Elżbieta Maria Firlet, Wola Duchacka pod Krakowem - historia i krajobraz [w:] ZNMHMK "Krzysztofory" nr 20, Kraków 1998, s.63.
5. ↑  Elżbieta Dziwisz (rozmawia z Aleksandrem Krawczukiem), Historyk i antyczni bogowie, "Alma Mater", Nr 65/2004
6. ↑  Archaeoastronomy. tom 14 s. 120 w: Kotlarczyk, J. 1973 Tumulus Galleus dictus Rękawka. Sprawozdania z posiedzeń Komisji Naukowych PAN ; "Tradycje celtyckie w obrzędowości Protosłowian" Rosen-Przeworska, s. 269, Religia: Belzebub-ciałopalenie: Tadeusz Gadacz, Bogusław Milerski. 2001 "boga Smertiusa lub tez Smertullosa" s. 390
7. ↑  Anna Butcher, Barbara Guziuk-Świca, Alina Laskowska-Mańko. Bliżej polski: wiedza o Polsce i jej kulturze - Tom 1 s. 35
8. ↑  A new Polish grammar. 1939 s. 268
9. ↑  Baraniecka-Olszewska, 2019.
10. ↑  Tradycyjne Święto Rękawki. Centrum Kultury Podgórza. Процитовано 28 березня 2022.